# Сетон, Джордж, 3-й граф Уинтон
Джордж Сетон, 3-й граф Уинтон (англ. George Seton, 3rd Earl of Winton; декабрь 1584 — 17 декабря 1650) — шотландский дворянин, роялист и кавалер.

## Биография
Родился в декабре 1584 года. Второй сын Роберта Сетона, 1-го графа Уинтона и 6-го лорда Сетона (1553—1603), и его жены Маргарет Монтгомери (? — 1624), дочери Хью Монтгомери, 3-го графа Эглинтона (ок. 1531—1585).
До болезни своего старшего брата Сетон был известен как «Джордж Сетон из Сент-Джерманса». Его наставник-католик Стивен Баллантайн подвергся критике со стороны пресвитерии Транента, и старейшины Хаддингтона вынудили его отстранить. Ещё два наставника-католика были уволены после давления со стороны Кирка. Братья Сетон, как и многие другие шотландские аристократы, получили образование во Франции.
Его старший брат Роберт Сетон, 2-й граф Уинтон (1585—1634), не имел детей и 26 июня 1606 года передал графство Джорджу, который продолжил развитие, начатое его братом и отцом, Сетонского дворца, а затем, в 1630 году Порта Сетона, а также во многих поместьях, находящихся под его контролем, как в этом графстве, так и в Линлитгоушире.
В 1619 году он построил особняк Уинтон недалеко от Пенкейтленда, более ранний дом-башню сгорел во время английского вторжения графа Хартфорда, и восстановил парк, фруктовый сад и сады вокруг него.
Когда король Шотландии Яков VI Стюарт вновь посетил Шотландию в 1617 году, он провел свою вторую ночь, после переправы через реку Твид, в Сетонском дворце, и в 1633 году там дважды принимали короля Карла I со всей своей свитой.

## Война трех королевств
В 1639 году, в начале шотландского восстания против короны, лорд Уинтон покинул страну и ждал короля Карла I после умиротворения Бервика, чтобы предложить ему свои услуги. В ответ повстанцы нанесли его владениям большой вред. Сетонский дворец был превращен в обычную гостиницу, его мебель и личные вещи были разграблены, самому графу угрожали смертью.
Когда Джеймс Грэм, 1-й маркиз Монтроз, командовал королевскими войсками в 1645 году, старший сын графа Уинтона, Джордж Сетон, лорд Сетон, присоединился к нему, попал в плен в катастрофической битве при Филипхоу и долгое время оставался «в опасности для своей жизни». Джордж, лорд Сетон, умер раньше своего отца в 1648 году.
Джордж Сетон, граф Уинтон, вступил в «обязательство» по спасению монарха в 1648 году, отдав 1000 фунтов стерлингов герцогу Гамильтону, главнокомандующему, в качестве бесплатного подарка за его экипаж.
Как и его отец, граф Уинтон пережил долгую серию мелких преследований со стороны пресвитерии Хаддингтона из-за своей преданности римско-католической вере. Например, 4 ноября 1648 года пресвитерия постановила «очистить Дом Сетона от „папских слуг“ и принять меры как против них, так и против графа Уинтуна, если он защитит или восстановит их после увещевания».
Когда король Карл II Стюарт прибыл в Шотландию в июне 1650 года, граф Уинтон постоянно находился при нём и оставался с монархом до ноября. Затем он отправился домой в Сетон, чтобы подготовиться к участию в коронации, но умер 17 декабря того же года.

## Семья

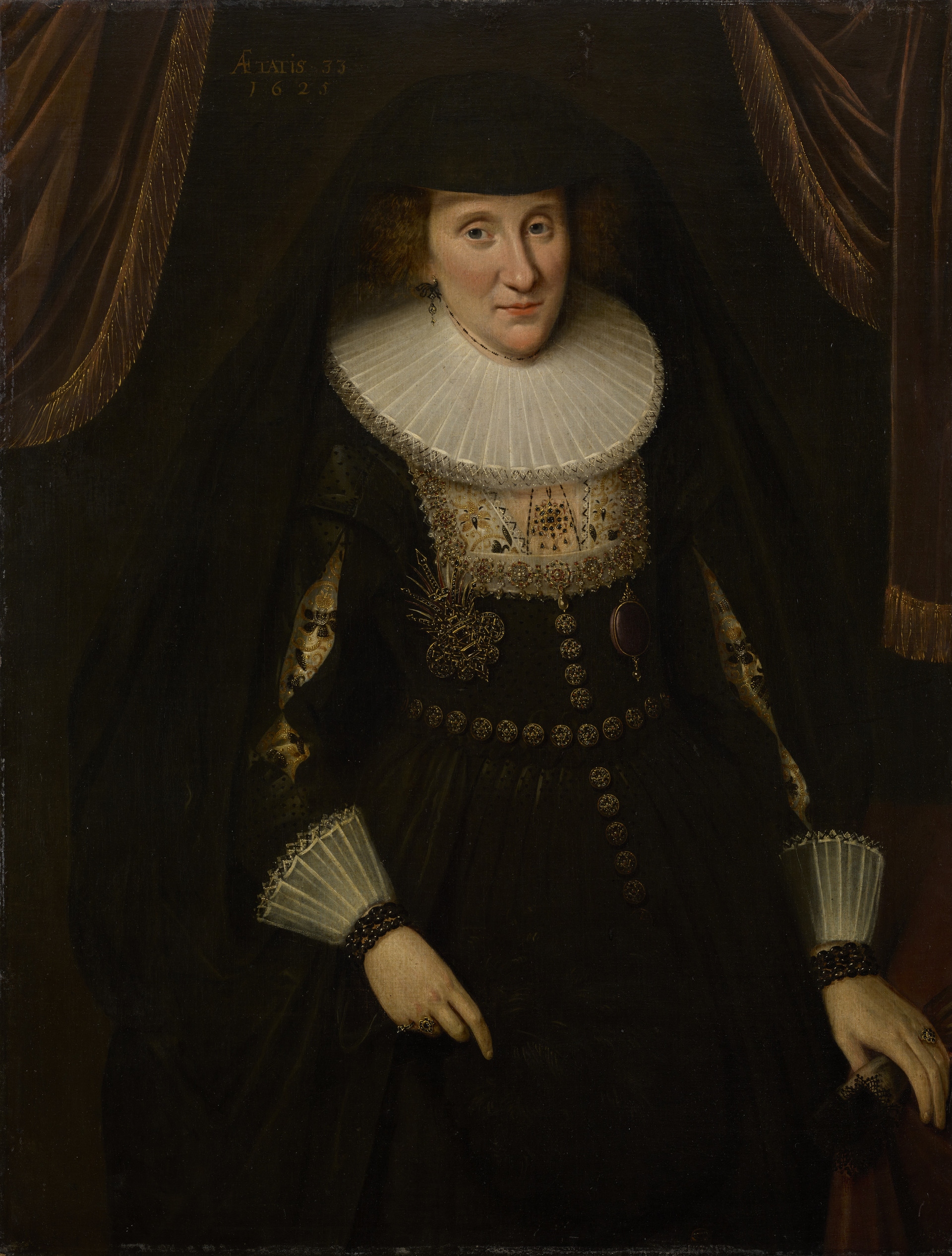
Энн Хэй, первая жена Джорджа Сетона, 3-го графа Уинтона

Лорд Уинтон был дважды женат. В 1609 году он женился на Анне Хэй (1592—1628), старшей дочери Фрэнсиса Хэя, 9-го графа Эрролла (1564—1631), и Элизабет Дуглас, дочери графа Мортона. Она была фрейлиной в Анне Датской. У них было пять сыновей и три дочери, из которых известны:
- Джордж Сетон, лорд Сетон (15 мая 1613 — 4 июня 1648), старший сын. Его сыном был Джордж Сетон, 4-й граф Уинтон (1642—1704).
- Александр Сетон, 1-й виконт Кингстон (13 марта 1620 — 21 октября 1691)
- Элизабет Сетон (ок. 1622 — 16 июня 1650), вышла замуж в 1637 году за Уильяма Кейта, 7-го графа Маришаля (1610—1670).

От второй жены, Элизабет Максвелл, единственной дочери Джона Максвелла, шестого лорда Херриса Террегльского, у лорда Уинтона было шесть сыновей и шесть дочерей, из которых известны:
- Кристофер Сетон (28 июня 1631 — июль 1648). Он и его брат Уильям и их наставник, отправляясь «в заграничное путешествие, были выброшены в море у берегов Голландии в 1648 году».
- Уильям Сетон (8 января 1633 — июль 1648)
- Джон Сетон из Гарлтона (29 сентября 1639—1686), 1-й баронет
- Роберт Сетон (10 ноября 1641 — ноябрь 1671), 1-й баронет
- Энн Сетон (30 сентября 1634 — 23 февраля 1685/1586), вышла замуж в Уинтон-хаусе в апреле 1654 года за Джона Стюарта, 2-го графа Тракуэра (? — 1666)
- Мэри Сетон (? — 15 января 1697/1698), вышла замуж за Джеймса Далзелла, 3-го графа Карнвата (1648—1683).